# セレステ (ポルノ女優)
セレステ（Celeste, 1972年5月3日 - ）は、アメリカ合衆国のポルノ女優。

## 人物
1992年から2003年までの間、約175本の作品に出演した。

## 受賞歴
- AVNアワード
"Best All-Girl Sex Scene - Video" - 1994年
"Best All-Girl Scene - Film" - 1995年
- XRCO賞
"Best Girl-Girl Scene" - 1995年